# テレンス・クロフォード 対 ジュリアス・インドンゴ戦
テレンス・クロフォード 対 ジュリアス・インドンゴ戦（テレンス・クロフォード たい ジュリアス・インドンゴせん）は、2017年8月19日にアメリカ合衆国ネブラスカ州リンカーンのピナクル・バンク・アリーナで開催されたプロボクシングの試合。WBC・WBO世界スーパーライト級王者のクロフォードとWBA・IBF世界スーパーライト級王者のインドンゴが行う4団体王座統一戦。4団体王座統一戦は2004年9月18日に行われたバーナード・ホプキンスvsオスカー・デ・ラ・ホーヤ戦以来13年ぶりに実現した。

## 試合成立まで
2017年5月20日、クロフォードがマディソン・スクエア・ガーデンで北京オリンピックライトウェルター級金メダリストでWBC世界スーパーライト級3位でWBO世界スーパーライト級10位のフェリックス・ディアスと対戦し、ディアスの10回終了時棄権によるTKO勝ちでWBC王座の2度目の防衛と、WBO王座の5度目の防衛に成功した。この試合には4月にWBA・IBF統一王者となったインドンゴが観戦しており、マニー・パッキャオとの対戦を希望していたクロフォードは対戦が厳しいのであれば「インドンゴがここに来てくれている。インドンゴと（統一戦を）やろうじゃないか。」とインドンゴに統一戦を呼びかけた。
2017年6月29日、トップランク社はクロフォードvsインドンゴ戦が成立したことを発表した。ウェルター級転向が噂されていたクロフォードであったが、スーパーライト級4団体統一戦を選び、一方のインドンゴはエドゥアルド・トロヤノフスキーに挑んだ初の世界戦、リッキー・バーンズとの統一戦に続く強行マッチメークとなった。
2017年8月4日、試合20日前にインドンゴ陣営がロサンゼルスに到着。翌日からフレディ・ローチのワイルドカードジムにて最終調整を行うこととなった。陣営にはスパーリングパートナーとして、元WBA世界ライト級王者のパウルス・モーゼスが同行していた。
2017年8月7日、アンダーカードで元WBA世界フェザー級スーパー王者のニコラス・ウォータースがアルツロ・サントス・レイジェスを相手に復帰戦を行うことが発表されたが、数日後にウォータースが高熱による体調不良によって欠場となった。
2017年8月17日、クロフォードvsインドンゴ戦の最終記者会見が行われた。会見の中でクロフォードが「この一戦に勝ち、全部のタイトルを統一したら、パウンド・フォー・パウンド最強と呼ばれるだろう」と胸を張れば、インドンゴも「これは歴史的なファイトになるだろう」と意気込んだ。
2017年8月18日、前日計量が行われクロフォードが140ポンド、インドンゴが139ポンドで両者とも一発で計量をパスした。
2017年8月19日、ピナクル・バンク・アリーナで行われたWBA・WBC・IBF・WBO世界スーパーライト級王座統一戦に於いて、クロフォードが3回1分18秒KO勝ちを収め4団体統一に成功した。

## 対戦カード
^Note 1 WBA・WBC・IBF・WBO世界スーパーライト級王座統一戦、リングマガジン世界スーパーライト級タイトルマッチ
^Note 2 NABF・NABO北米ライトヘビー級タイトルマッチ

### 採点表
| 王座：WBAスーパー・WBC・IBF・WBO世界スーパーライト級王座統一戦、リングマガジン世界スーパーライト級タイトルマッチ | 王座：WBAスーパー・WBC・IBF・WBO世界スーパーライト級王座統一戦、リングマガジン世界スーパーライト級タイトルマッチ | 王座：WBAスーパー・WBC・IBF・WBO世界スーパーライト級王座統一戦、リングマガジン世界スーパーライト級タイトルマッチ | 王座：WBAスーパー・WBC・IBF・WBO世界スーパーライト級王座統一戦、リングマガジン世界スーパーライト級タイトルマッチ | 王座：WBAスーパー・WBC・IBF・WBO世界スーパーライト級王座統一戦、リングマガジン世界スーパーライト級タイトルマッチ |                                                          | 主審：ジャック・リース（WBC）                            | 主審：ジャック・リース（WBC）                            | 主審：ジャック・リース（WBC）                            | 主審：ジャック・リース（WBC）                            | 主審：ジャック・リース（WBC）                                               |                                                                             | 立会人：ホセ・オリバー・ゴメス（WBA:ベネズエラ,会長付ゼネラルアドバイザー） トラビス・フォード（WBC:アメリカ,NABF副会長） リンゼイ・タッカー（IBF:アメリカ,USBA会長） ジョン・ダーガン(WBO:アメリカ,第1副会長) | 立会人：ホセ・オリバー・ゴメス（WBA:ベネズエラ,会長付ゼネラルアドバイザー） トラビス・フォード（WBC:アメリカ,NABF副会長） リンゼイ・タッカー（IBF:アメリカ,USBA会長） ジョン・ダーガン(WBO:アメリカ,第1副会長) | 立会人：ホセ・オリバー・ゴメス（WBA:ベネズエラ,会長付ゼネラルアドバイザー） トラビス・フォード（WBC:アメリカ,NABF副会長） リンゼイ・タッカー（IBF:アメリカ,USBA会長） ジョン・ダーガン(WBO:アメリカ,第1副会長) | 立会人：ホセ・オリバー・ゴメス（WBA:ベネズエラ,会長付ゼネラルアドバイザー） トラビス・フォード（WBC:アメリカ,NABF副会長） リンゼイ・タッカー（IBF:アメリカ,USBA会長） ジョン・ダーガン(WBO:アメリカ,第1副会長) | 立会人：ホセ・オリバー・ゴメス（WBA:ベネズエラ,会長付ゼネラルアドバイザー） トラビス・フォード（WBC:アメリカ,NABF副会長） リンゼイ・タッカー（IBF:アメリカ,USBA会長） ジョン・ダーガン(WBO:アメリカ,第1副会長) |
| 開催日：2017年8月19日                                                                                            | 開催日：2017年8月19日                                                                                            | 開催日：2017年8月19日                                                                                            | 開催日：2017年8月19日                                                                                            | 開催日：2017年8月19日                                                                                            | 会場：ネブラスカ州リンカーン・ピナクル・バンク・アリーナ | 会場：ネブラスカ州リンカーン・ピナクル・バンク・アリーナ | 会場：ネブラスカ州リンカーン・ピナクル・バンク・アリーナ | 会場：ネブラスカ州リンカーン・ピナクル・バンク・アリーナ | 会場：ネブラスカ州リンカーン・ピナクル・バンク・アリーナ | 主催：トップランク マッチルーム・スポーツ MTC・サンシャイン・プロモーション | 主催：トップランク マッチルーム・スポーツ MTC・サンシャイン・プロモーション | 主催：トップランク マッチルーム・スポーツ MTC・サンシャイン・プロモーション | 主催：トップランク マッチルーム・スポーツ MTC・サンシャイン・プロモーション | 主催：トップランク マッチルーム・スポーツ MTC・サンシャイン・プロモーション | | |
| テレンス・クロフォード                                                                                           | テレンス・クロフォード                                                                                           | 対 | ジュリアス・インドンゴ                                                                                           | ジュリアス・インドンゴ                                                                                           | テレンス・クロフォード                                   | テレンス・クロフォード                                   | 対                                                       | ジュリアス・インドンゴ                                   | ジュリアス・インドンゴ                                   | テレンス・クロフォード                                                      | テレンス・クロフォード                                                      | 対 | ジュリアス・インドンゴ | ジュリアス・インドンゴ | | |
| RS | TS | 回 | TS | RS | RS                                                       | TS                                                       | 回                                                       | TS                                                       | RS                                                       | RS                                                                          | TS                                                                          | 回 | TS | RS | | |
| 10 | | 1 | | 9 |                                                          | 10                                                       |                                                          | 1                                                        |                                                          | 9                                                                           |                                                                             | 10 | | 1 | | 9 |
| 10 | 20 | 2 | 17 | 8 | 10                                                       | 20                                                       | 2                                                        | 17                                                       | 8                                                        | 10                                                                          | 30                                                                          | 2 | 17 | 8 | | |
| 計 | | – | | 計 |                                                          | 計                                                       |                                                          | –                                                        |                                                          | 計                                                                          |                                                                             | 計 | | – | | 計 |
| 副審：スティーブ・ワイスフェルド（WBA・IBF）                                                                     | 副審：スティーブ・ワイスフェルド（WBA・IBF）                                                                     | 副審：スティーブ・ワイスフェルド（WBA・IBF）                                                                     | 副審：スティーブ・ワイスフェルド（WBA・IBF）                                                                     | 副審：スティーブ・ワイスフェルド（WBA・IBF）                                                                     | 副審：マックス・デルーカ（WBC）                          | 副審：マックス・デルーカ（WBC）                          | 副審：マックス・デルーカ（WBC）                          | 副審：マックス・デルーカ（WBC）                          | 副審：マックス・デルーカ（WBC）                          | 副審：ゾルタン・エンエディー（WBO）                                         | 副審：ゾルタン・エンエディー（WBO）                                         | 副審：ゾルタン・エンエディー（WBO） | 副審：ゾルタン・エンエディー（WBO） | 副審：ゾルタン・エンエディー（WBO） | | |
| 処分：なし | 処分：なし | 処分：なし | 処分：なし | 処分：なし | 減点：なし                                               | 減点：なし                                               | 減点：なし                                               | 減点：なし                                               | 減点：なし                                               | 結果：クロフォードの3回1分18秒KO勝ち                                        | 結果：クロフォードの3回1分18秒KO勝ち                                        | 結果：クロフォードの3回1分18秒KO勝ち | 結果：クロフォードの3回1分18秒KO勝ち | 結果：クロフォードの3回1分18秒KO勝ち | | |